# Hakima El Haite
Hakima El Haite (Fez, 13 de mayo de 1963) es una climatóloga, empresaria y política marroquí. En 1994 fundó EauGlobe, la primera empresa de ingeniería medioambiental de la región MENA . Fue Ministra Delegada de Medio Ambiente del Reino de Marruecos de 2013 a 2017. En 2015, fue elegida Vicepresidenta de la Conferencia Internacional sobre el Clima (COP21). Fue nombrada Enviada Especial para el Cambio Climático del Reino de Marruecos de 2015 a 2017 y Defensora del Clima de Alto Nivel de la Conferencia Internacional sobre el Clima de las Naciones Unidas (COP22) en 2016-2017. Es presidenta de la Internacional Liberal desde diciembre de 2018, la primera no europea en este cargo.

## Primeros años y educación
El Haite nació en Fez el 13 de mayo de 1963. Es licenciada en biología y microbiología por la Universidad Sidi Mohamed Ben Abdellah de Fez (1986) y tiene un posgrado en ecotoxicología por la Universidad Moulay Ismaíl de Meknes (1987). Tiene dos doctorados, uno en estudios medioambientales por la Universidad de Meknes (1991) y otro en ingeniería medioambiental por la École Nationale Supérieure des Mines de Saint-Étienne (Francia) con una tesis sobre el tratamiento de aguas residuales. También es diplomada en comunicación política por la Universidad de Washington (Estados Unidos) (2008). El Haite habla con fluidez árabe, inglés y francés.

## Carrera profesional
El Haite trabajó para la agencia urbana de Fez en la administración territorial hasta 1993. También fue Tesorera de la Unión Nacional de Mujeres. En 1994 fundó la empresa EauGlobe, especializada en ingeniería y consultoría medioambiental. Es Vicepresidenta de US-NAPEO, la Asociación Norteafricana para la Oportunidad Económica, y de ConnectinGroup International, la primera organización de formación de mujeres para cargos con nombramiento.
El Haite es miembro del partido político Movimiento Popular. En 2007 fue nombrada Presidenta de la Asociación de Mujeres Empresarias de Marruecos. En 2012 se convirtió en presidenta de la Red Internacional de Mujeres Liberales. Desde diciembre de 2012, es presidenta de Relaciones Internacionales del Movimiento Popular.
El Haite fue nombrada ministra delegada de Medio Ambiente del Ministerio de Energía, Minas, Agua y Medio Ambiente en 2013. En este cargo, supervisa las políticas medioambientales en la Constitución para que se incluya un componente de desarrollo sostenible en cada iniciativa de política pública. Marruecos también cuenta con una policía medioambiental.
Participó en la Conferencia de las Naciones Unidas sobre el Cambio Climático de 2013 en Varsovia y en la Conferencia de las Naciones Unidas sobre el Cambio Climático de 2014 en Lima antes de asumir un papel de liderazgo en la Conferencia de las Naciones Unidas sobre el Cambio Climático de 2015, las negociaciones sobre el cambio climático en París en diciembre de 2015. En mayo de 2016, fue nombrada "Defensora de Alto Nivel del Cambio Climático" por la Conferencia de las Partes de la Convención Marco de las Naciones Unidas sobre el Cambio Climático.
El 19 de septiembre de 2016, El Haite pronunció el discurso principal en el acto inaugural de la Semana del Clima de Nueva York, en el que instó a los líderes mundiales a pasar de sus compromisos del Acuerdo de París a una acción climática más enérgica. Fue anfitriona de la Conferencia de las Naciones Unidas sobre el Cambio Climático de 2016, celebrada en Marrakech en noviembre de 2016.

## Premios y distinciones
En 2014, El Haite fue galardonada con el Premio Libertad de la Fundación Española Mujeres por la Libertad y la Democracia. En diciembre de 2016, recibió la insignia de Caballero de la Legión de Honor de la República Francesa de manos del Presidente François Hollande. La condecoración fue entregada por el ex primer ministro Laurent Fabius por su compromiso nacional e internacional con la causa ecológica.

## Publicaciones
- El Haite, Hakima (12 de abril de 2010). "Traitement Des Eaux Uses Par Les Reservoirs Operationnells et Reuse Pour L'Irrigation" (tesis doctoral). Escuela Nacional Superior de Minas.
- El Haité, Hakima (2015).  "Les passions d'une ministre engagée". Vraiment Durable. 1: 137–146.
- El Haite, Hakima (23 de noviembre de 2016). "COP22: es hora de actuar". Acción por el clima del PNUMA.